# Pati do Alferes
Pati do Alferes este un oraș în unitatea federativă Rio de Janeiro (RJ), Brazilia.